# Alaborg
Alaborg är det nordiska namnet på en arkeologisk ort i Ryssland i närheten av sjön Ladoga. Namnet nämns i gamla nordiska sagorna om Halvdan Eysteinsson och Hrolf Ganger.